# Nekrolog 1548
Nekrolog
◄◄
| ◄
| 1544
| 1545
| 1546
| 1547
| 1548 | 1549 | 1550 | 1551 | 1552 | ► | ►►
Weitere Ereignisse | Allgemeiner Nekrolog 1548
Die Beschreibung der verstorbenen Person sollte so kurz wie möglich gehalten sein und nur deren signifikante Tätigkeit(en) enthalten.
Neue Namen ggf. auch unter dem Geburts- und Sterbedatum, also etwa unter 1. Januar und im Geburts- und Sterbejahr (2024) eintragen (nur bei entsprechender großer Wichtigkeit). Für Beispiele siehe die schon vorhandenen Artikel.
Außerdem über die fünf zuletzt Verstorbenen, zu denen es einen ausreichend guten Artikel für eine Präsentation auf der Hauptseite gibt, nach der todesbedingten Überarbeitung der Artikel ggf. auch unter Wikipedia Diskussion:Hauptseite informieren und sie am besten auch in den anderen Wikipedia-Sprachversionen eintragen. Tipp: Regelmäßig bei news.google.de nach „ist tot“, „gestorben“ oder „verstorben“ suchen.
Wenn eine Person gestorben ist, gibt es viele Seiten zu dieser Person in der Wikipedia, die davon auch betroffen sind und entsprechend aktualisiert werden müssen. Beispiele: Namenübersichtsseite, Geburtsjahr, Geburtsort-Seiten und viele mehr.
Wie finde ich die betroffenen Seiten?
Im Suchfeld auf der linken Seite gibt man den Suchbegriff so ein: „Vorname Nachname“. Dann klickt man auf Volltext und alle Seiten mit entsprechendem Suchtext werden aufgerufen. Hier sieht man dann schnell, wo auch das Todesjahr Sinn macht oder sogar ein Teil des Artikels angepasst werden muss. Auch hilft das „Werkzeug“ auf der linken Seite sehr gut, um solche Seiten aufzufinden: „Links auf diese Seite“. Somit ist die Wikipedia wieder aktuell in allen Bereichen! Hinweis: bei Eintragung der Kategorie „Gestorben JAHR“ wird der Missbrauchsfilter 49 ausgelöst, was jedoch nicht schlimm ist. Siehe: Spezial:Missbrauchsfilter/49
Dies ist eine Liste von im Jahr 1548 verstorbenen bekannten Persönlichkeiten. Die Einträge erfolgen innerhalb der einzelnen Daten alphabetisch sortiert. Tiere sind im Nekrolog für Tiere zu finden.

## Januar
| Tag        | Name                                    | Beruf, bekannt als                   | Alter | Beleg |
| ---------- | --------------------------------------- | ------------------------------------ | ----- | ----- |
| 09. Januar | Matthäus Zell                           | elsässischer Theologe und Reformator | 70    |       |
| Januar     | Johannes Werner von Zimmern der Jüngere | deutscher Adeliger                   | 67    |       |

## Februar
| Tag         | Name                   | Beruf, bekannt als                                        | Alter | Beleg |
| ----------- | ---------------------- | --------------------------------------------------------- | ----- | ----- |
| 07. Februar | Sebastian Vogelsberger | deutsch-elsässischer Söldnerführer                        |       |       |
| 12. Februar | Hermann Bonnus         | deutscher Reformator                                      |       |       |
| 13. Februar | Thomas Gassner         | reformierter Theologe und Reformator                      |       |       |
| 26. Februar | Lorenzino de’ Medici   | italienischer Schriftsteller, Mitglied der Familie Medici | 33    |       |
| Februar     | Michael Cellarius      | deutscher Theologe, Reformator                            |       |       |

## März
| Tag      | Name               | Beruf, bekannt als                               | Alter | Beleg |
| -------- | ------------------ | ------------------------------------------------ | ----- | ----- |
| 10. März | Stephan Rosinus    | deutscher Humanist, Hochschullehrer und Diplomat |       |       |
| 18. März | Agostino Steuco    | italienischer Geistlicher und Bischof            |       |       |
| 23. März | Amari Torayasu     | Samurai der Sengoku-Zeit                         |       |       |
| 23. März | Itagaki Nobukata   | Gefolgsmann und Truppenführer der Takeda (Klan)  |       |       |
| 24. März | Gissur Einarsson   | isländischer Geistlicher, Bischof von Skálholt   |       |       |
| 25. März | Anna Fugger        | Ehefrau von Anton Fugger                         | 42    |       |
| 30. März | Agostino Trivulzio | Kardinal der katholischen Kirche                 |       |       |
| März     | Moritz Goltz       | deutscher Buchhändler und Verleger               |       |       |

## April
| Tag       | Name                     | Beruf, bekannt als                                          | Alter | Beleg |
| --------- | ------------------------ | ----------------------------------------------------------- | ----- | ----- |
| 01. April | Sigismund I.             | fünfter Herrscher des Litauischen Hauses der Jagiellonen    | 81    |       |
| 02. April | Gregor Angerer           | römisch-katholischer Bischof und Diplomat                   |       |       |
| 02. April | Johann Lange             | deutscher Theologe, Humanist und Reformator                 |       |       |
| 10. April | Giacomo Fogliano         | italienischer Komponist, Organist und Orgelsachverständiger |       |       |
| 10. April | Gonzalo Pizarro          | spanischer Conquistador                                     |       |       |
| 15. April | Johann Hilchen von Lorch | kaiserlicher Feldmarschall                                  |       |       |

## Mai
| Tag     | Name                     | Beruf, bekannt als                       | Alter | Beleg |
| ------- | ------------------------ | ---------------------------------------- | ----- | ----- |
| 04. Mai | Busso X. von Alvensleben | Bischof von Havelberg                    |       |       |
| 09. Mai | Augustin Schurff         | deutscher Physiker und Mediziner         | 53    |       |
| 30. Mai | Juan Diego               | Heiliger der römisch-katholischen Kirche |       |       |

## Juni
| Tag      | Name                     | Beruf, bekannt als                                                 | Alter | Beleg |
| -------- | ------------------------ | ------------------------------------------------------------------ | ----- | ----- |
| 03. Juni | Juan de Zumárraga        | erster spanischer Erzbischof von Mexiko                            |       |       |
| 06. Juni | João de Castro           | portugiesischer Feldherr und Seefahrer                             | 48    |       |
| 08. Juni | Adelberg Meyer zum Pfeil | Tuchhändler, Ratsherr und Mitglied der Basler Herrenzünfte         |       |       |
| 09. Juni | André de Gouveia         | portugiesischer Humanist und Pädagoge                              |       |       |
| 13. Juni | Martin Mörlin            | katholischer Priester, Benediktiner und Abt des Klosters Murrhardt |       |       |
| 14. Juni | Carpentras               | französischer Renaissancekomponist                                 |       |       |
| Juni     | Yot Fa                   | König des Reiches Ayutthaya                                        |       |       |

## Juli
| Tag      | Name                      | Beruf, bekannt als                     | Alter | Beleg |
| -------- | ------------------------- | -------------------------------------- | ----- | ----- |
| 04. Juli | Philipp                   | Pfalzgraf und Herzog von Pfalz-Neuburg | 44    |       |
| 7. Juli  | Matthäus Beringer         | 39. Abt von Stift Lilienfeld           |       |       |
| 22. Juli | Diedrich Hoyer der Ältere | Bremer Ratsherr und Bürgermeister      |       |       |
| 23. Juli | Worawongsa                | König von Ayutthaya                    |       |       |
| 24. Juli | Pankraz von Sinzenhofen   | Bischof von Regensburg                 |       |       |

## August
| Tag        | Name                   | Beruf, bekannt als                                         | Alter | Beleg |
| ---------- | ---------------------- | ---------------------------------------------------------- | ----- | ----- |
| 02. August | Heinrich II.           | Herzog von Münsterberg, Herzog von Oels und Graf von Glatz | 41    |       |
| 06. August | Georg Rhau             | deutscher Buchdrucker und Thomaskantor                     |       |       |
| 08. August | Pho Thisarath I.       | König von Lan Chang                                        |       |       |
| 17. August | Caspar II. Lerch       | südwestdeutscher Adliger                                   |       |       |
| 18. August | Christoph von Gleichen | Chorbischof in Köln, Domherr in Speyer, Straßburg und Köln |       |       |
| 26. August | Bernhard Cloenewinkel  | Lübecker Domherr                                           |       |       |

## September
| Tag           | Name                 | Beruf, bekannt als                                                                | Alter | Beleg |
| ------------- | -------------------- | --------------------------------------------------------------------------------- | ----- | ----- |
| 05. September | Catherine Parr       | sechste und letzte Gattin von König Heinrich VIII.                                |       |       |
| 08. September | Johann von Pernstein | böhmischer Adliger, Landeshauptmann von Mähren und Pfandherr der Grafschaft Glatz | 60    |       |
| 15. September | Johannes Langer      | evangelischer Theologe und Reformator                                             |       |       |
| 29. September | Walther Hermann Ryff | deutscher Publizist des Humanismus                                                |       |       |
| 29. September | Johann Stolterfoht   | Ratsherr der Hansestadt Lübeck                                                    |       |       |

## Oktober
| Tag         | Name                                                | Beruf, bekannt als                | Alter | Beleg |
| ----------- | --------------------------------------------------- | --------------------------------- | ----- | ----- |
| 21. Oktober | Sixt Dietrich                                       | deutscher Komponist               |       |       |
| 23. Oktober | Konrad Mauser                                       | deutscher Rechtswissenschaftler   |       |       |
| 25. Oktober | François d’Orléans-Longueville, marquis de Rothelin | französischer Adliger und Militär | 35    |       |
| 27. Oktober | Johannes Dantiscus                                  | Fürstbischof von Kulm und Ermland | 63    |       |
| 28. Oktober | Weirich von Gemmingen                               | Grundherr in Michelfeld           | 54    |       |

## November
| Tag          | Name                       | Beruf, bekannt als                                  | Alter | Beleg |
| ------------ | -------------------------- | --------------------------------------------------- | ----- | ----- |
| 13. November | Johannes von Weeze         | Diplomat, Erzbischof von Lund, Bischof von Konstanz |       |       |
| 16. November | Caspar Cruciger der Ältere | Theologe und Weggefährte Martin Luthers             | 44    |       |

## Dezember
| Tag          | Name                             | Beruf, bekannt als                                                                                                 | Alter | Beleg |
| ------------ | -------------------------------- | --- | ----- | ----- |
| 24. Dezember | Maximilian von Egmond            | niederländischer General, Statthalter von Friesland, Groningen und Overijssel sowie Generalkapitän der Niederlande |       |       |
| 27. Dezember | Francesco Spiera                 | italienischer Rechtsgelehrter                                                                                      |       |       |
| Dezember     | James Douglas, 3. Earl of Morton | schottischer Adliger                                                                                               |       |       |

## Datum unbekannt
| Tag | Name                   | Beruf, bekannt als                                | Alter | Beleg |
| --- | ---------------------- | ------------------------------------------------- | ----- | ----- |
|     | Jacob von Albaum       | Abt des Klosters Grafschaft                       |       |       |
|     | Juan Bohón             | spanischer Konquistador                           |       |       |
|     | Giovanni Borgia        | italienischer Adeliger                            |       |       |
|     | Agostino Busti         | italienischer Bildhauer                           |       |       |
|     | Lucas Edenberger       | deutscher Philologe, Orientalist und Bibliothekar |       |       |
|     | Fritz Erbe             | deutscher Täufer                                  |       |       |
|     | Peter Füssli           | Schweizer Glockengiesser und Söldner              |       |       |
|     | Johann VI.             | deutscher Graf                                    |       |       |
|     | Hans Luterer           | Uhrmacher                                         |       |       |
|     | Hans Pfistermeyer      | Schweizer Täufer                                  |       |       |
|     | Hans Rainsperg         | Schweizer Bürgermeister                           |       |       |
|     | Magdalena von Staupitz | deutsche Nonne und Schulleiterin                  |       |       |
|     | Suriyothai             | Königin des Königreichs Ayutthaya                 |       |       |
|     | Wolter Westerhues      | Münsteraner Glocken- und Geschützgießer           |       |       |